# Емір

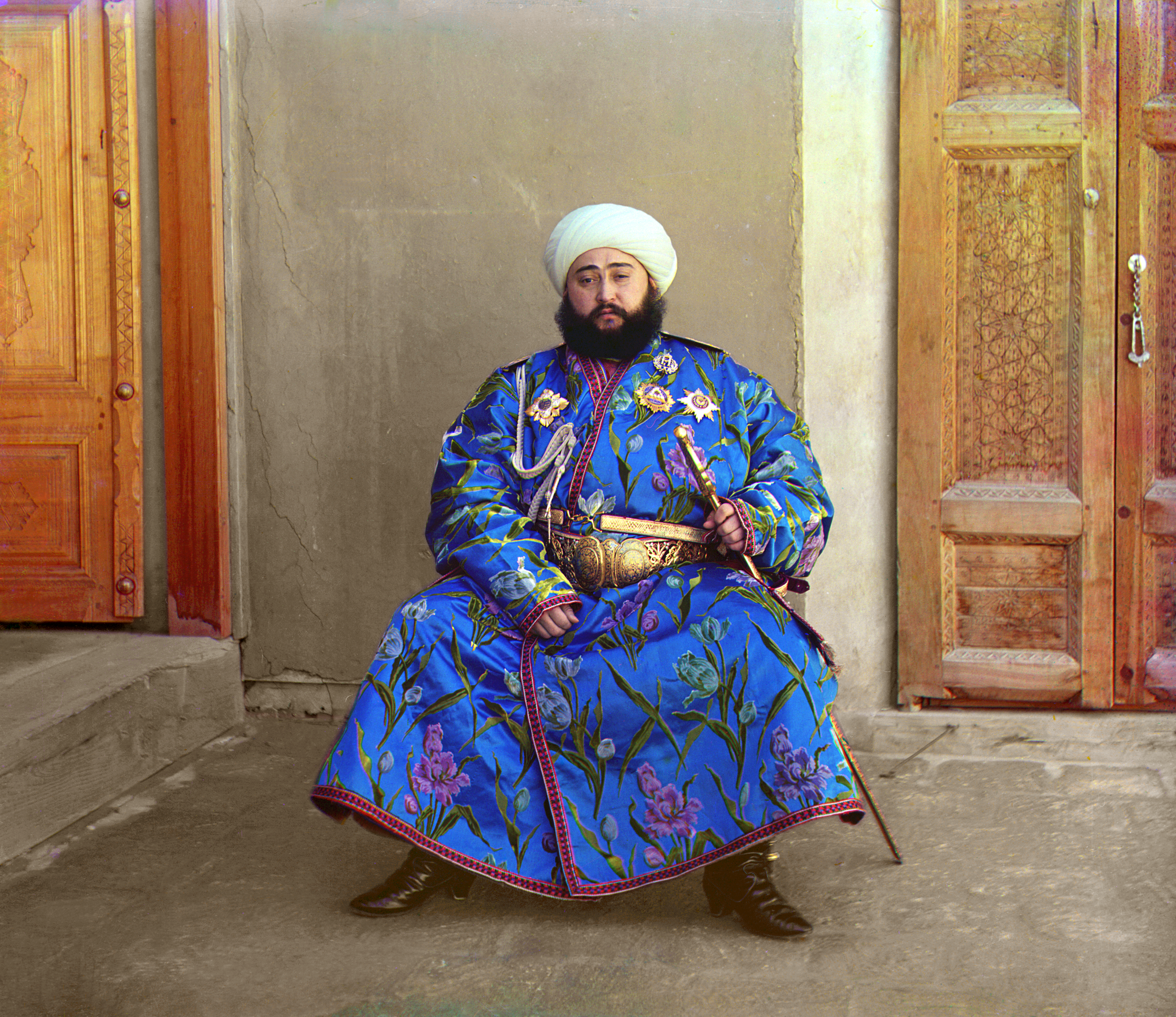
Емір Бухари Алім Хан (1880-1944). Фото С. М. Прокудіна-Горського, 1911

Емір або амір (араб. امير, amīr, «вождь», «повелитель», «князь», «той, хто наказує, велить») — титул правителя або князя в деяких мусульманських країнах Азії й Африки, а також особа, що носить цей титул. Також уживається в значенні повелителя мусульман взагалі.

## Історія
До появи ісламу емірами називалися полководці, потім — мусульманські правителі, які здійснювали державну і духовну владу (бухарський емір, емір Афганістану та інші).
Халіф Омар перший взяв титул амір аль-мумінін (امیر المعمنین — amīr al-mu'minīn), тобто «повелитель віруючих». Пізніше перший міністр халіфату взяв титул амір аль-умара (امیر المراع — amīr al-umarā’) — «повелитель повелителів», останній набув значення повновладного майордома.
Окрім Омеядів і Аббассидів титул амір аль-мумінін' носився ще Фатимідами, Омеядами Іспанії і Альмохадами. Альморавіди і Мериніди прийняли інший титул — амір аль-муслімін (امیر المسلمین — amīr al-muslimīn) — «повелитель мусульман».
Титул еміра надається синам арабських монархів (наприклад, у Саудівській Аравії).
Емірами (амір аль-хаджі — «провідник паломників») називають також провідників великих груп паломників, що прямують до Мекки.
Перський титул мірза є скороченим варіантом емір заде (перс. امیر زادح — amir zâdah) — «еміра син».